# آيت ميلود (تسقي)
آيت ميلود هو دُوَّار يقع بجماعة تسقي، إقليم أزيلال، جهة بني ملال خنيفرة في المملكة المغربية. ينتمي الدوّار لمشيخة تسقي التي تضم 4 دواوير. يقدر عدد سكانه بـ 315 نسمة حسب الإحصاء الرسمي للسكان والسكنى لسنة 2004.

## وصلات خارجية
- البوابة الوطنية للجماعات الترابية
- المندوبية السامية للتخطيط